# 간노촌 (효고현 가코군)
간노촌(神野村)은 효고현 가코군에 설치되었던 촌이다. 현재의 가코가와시에 해당한다.